# Beetzsee (commune)
Beetzsee est une commune allemande de l'arrondissement de Potsdam-Mittelmark, Land de Brandebourg.

## Géographie
Beetzsee se situe à l'est du lac dont elle tire son nom.
Le point culminant du territoire est le Schwarzer Berg.
La commune comprend deux quartiers : Brielow au sud et Radewege au nord-est.
|          |                          | Beetzseeheide |
| Havelsee | Beetzsee                 |               |
|          | Brandebourg-sur-la-Havel |               |

## Histoire
Brielow est mentionné pour la première fois en 1290 sous le nom de Brilow quand le margrave Othon IV de Brandebourg vend le village à la vieille ville de Brandebourg-sur-la-Havel. Radewege est mentionné pour la première fois en 1335 sous le nom de Radenwede.
Au cours des dernières semaines de la Seconde Guerre mondiale, il y a au nord de Brandebourg une grande bataille. Ici, plus de 300 soldats soviétiques perdent la vie et sont enterrés au sud de Brielow. En 1947, ce cimetière devient un mémorial. 23 habitants de Radewege et 49 habitants de Brielow sont victimes de la guerre.
En prévision de la réforme administrative de 2003, Radewege, Brielow et Marzahne forment volontairement la commune de Beetzsee. En 2008, Marzahne rejoint Havelsee. Le nombre d'habitants a fortement augmenté avec la périurbanisation de la ville de Brandebourg dans les années après la réunification.

## Personnalités liées à la commune
- Gertrud Piter (1899-1933), résistante au nazisme
- Karl Neumann (1916-1985), auteur pour enfants
- Paul Pribbernow (né en 1947), caricaturiste
- Oliver Breite (né en 1963), acteur
- Jens Riechers (né en 1964), joueur de rugby est-allemand
- Corinna Breite (née en 1967), actrice